# Desertno voćno vino
Desertno voćno vino je vrsta voćnog vina. Proizvodi ga se dodavanjem alkohola voćnog podrijetla i/ili voćne rakije, šećera, voćnog soka i/ili koncentriranoga voćnog soka. Preračuna li se alkohol u ovom vinu u šećer, sadrži više od 260 g/L šećera i najmanje 13,0 % vol. stvarnog alkohola, ali najviše 22,0 % vol. ukupnog alkohola.